# Millbrook (Alabama)
Millbrook é uma cidade localizada no estado americano do Alabama, no Condado de Autauga e Condado de Elmore.

## Demografia
Segundo o censo americano de 2000, a sua população era de 10.386 habitantes.
Em 2006, foi estimada uma população de 15.580, um aumento de 5194 (50.0%).

## Geografia
De acordo com o United States Census Bureau, a localidade tem uma área de 25,1 km², dos quais 24,6 km² cobertos por terra e 0,5 km² cobertos por água.

## Localidades na vizinhança
O diagrama seguinte representa as localidades num raio de 24 km ao redor de Millbrook.